# Згорње Негоње
Згорње Негоње (словен. Zgornje Negonje) је насељено место у општини Рогашка Слатина, Савињска регија, Словенија.

## Историја
До територијалне реорганизације у Словенији било је у саставу старе општине Шмарје при Јелшах.

## Становништво
У попису становништва из 2011. године, Згорње Негоње је имало 130 становника.
| Број становника према пописима | Број становника према пописима | Број становника према пописима |
| ------------------------------ | ------------------------------ | ------------------------------ |
| 1991                           | 2002                           | 2011                           |
| 149                            | 141                            | 130                            |